# Ephedranthus parviflorus
Ephedranthus parviflorus är en kirimojaväxtart som beskrevs av Spencer Le Marchant Moore. Ephedranthus parviflorus ingår i släktet Ephedranthus och familjen kirimojaväxter. Inga underarter finns listade i Catalogue of Life.